# Bakal
Bakal (in lingua russa Бакал) è una città dell'Oblast' di Čeljabinsk, in Russia; sorge a 264 chilometri di distanza dal capoluogo Čeljabinsk, sulla ferrovia Čeljabinsk-Ufa.
Bakal fu fondata nel 1757; ricevette lo status di città il 25 ottobre del 1951.

## Popolazione
- 24.101 (1989)
- 22.314 (2002)